# Ilona Staller
Ilona Staller (tên đầy đủ Anna Elena Staller, 26 tháng 11 năm 1951), cũng được biết đến với nghệ danh của cô la Cicciolina, là ngôi sao khiêu dâm, chính trị gia và ca sĩ Ý sinh ra ở Hungary. Cô vẫn tiếp tục làm phim khiêu dâm hard core khi làm dân biểu. Cô nổi tiếng với các bài diễn văn chính trị với một vú hở

## Thời trẻ
Anna Ilona sinh ra ở Budapest, Hungary. Cha ruột của cô, László Staller rời gia đình khi cô chỉ là một cô bé, và sau đó cô được nuôi dưỡng bởi cha dượng, một quan chức trong Bộ Nội vụ Hungary, và mẹ cô, một nữ hộ sinh. Năm 1964, cô bắt đầu làm việc cho một công ty người mẫu Hungary, MTI Trong cuốn hồi ký của mình và trong một cuộc phỏng vấn truyền hình năm 1999, cô tuyên bố rằng cô đã cung cấp cho chính quyền Hungary với các thông tin về các nhà ngoại giao Mỹ ở tại một khách sạn sang trọng Budapest, nơi cô làm việc như một người giúp việc vào cuối những năm 1960. 